# Maison de Iturbide
La maison de Iturbide était une famille noble hidalga originaire d'Espagne, cette dynastie s'éleva au rang impérial (rang actuel) dont le premier représentant à être monté sur le trône est l'empereur Augustin Ier en 1822-1823. Ses héritiers ayant été adoptés par l'empereur Maximilien Ier, membre de la Maison de Habsbourg-Lorraine, cette dynastie a par la suite pris officieusement le nom de "Maison de Habsbourg-Iturbide" à partir du 13 septembre 1865,.

## Histoire

Blason de la famille Iturbide.

Le 24 février 1821, Agustín de Iturbide présente le plan d’Iguala, il entend bâtir une monarchie mexicaine indépendante qui serait confiée à Ferdinand VII ou à un autre prince européen, l’Église catholique conservant ses privilèges, les Créoles et les Espagnols, que leurs adversaires désignent du nom de gachupines, bénéficiant d'une complète égalité civile et politique. Une junte doit assurer l'exercice du pouvoir jusqu'à l'arrivée d'un roi et organiser l'élection d'un Congrès chargé de préparer une Constitution. Il n'y aura pas de confiscations de biens, ce qui écarte, pour les propriétaires créoles, le spectre d'une réforme agraire. À la tête de l'armée des Trois Garanties, Agustín de Iturbide rallie toujours plus de partisans. Il a conquis tout le Mexique septentrional dès la fin du printemps. En août, il entre à Puebla et le drapeau espagnol ne flotte plus alors que sur Mexico, Acapulco et Veracruz où le nouveau vice-roi envoyé d’Espagne, Juan O'Donojú, qui a débarqué en juillet, se retrouve assiégé et se voit obligé de composer avec Iturbide en signant le 24 août le traité de Córdoba,,.
Le 27 septembre 1821, Iturbide fait son entrée dans Mexico à la tête de l'armée des Trois Garanties. Les dernières forces espagnoles loyalistes cesseront le combat en octobre. Iturbide qui a nommé le 28 septembre 1821 une junte de gouvernement et un conseil de cinq régents dont il s'est attribué la présidence a organisé des élections en vue de la réunion d'un Congrès. Réuni le 24 février 1822, celui-ci compte une majorité de créoles conservateurs a priori favorables à Ferdinand VII mais celui-ci a fait savoir qu'il n'entendait ni devenir roi au Mexique, ni reconnaître l'indépendance. Certains de ses partisans se rallient donc à l'idée d'une République centraliste et se joignent aux libéraux contre Iturbide, avec les encouragements d'une partie de la franc-maçonnerie qui connaît alors un développement rapide, ses membres se partagent en fait alors entre libéraux et conservateurs. Le Mexique jouit désormais d'une indépendance de fait qui ne sera reconnue par l'Espagne qu'en 1836. Le Congrès propose de réduire les effectifs de l'armée et de priver de commandement militaire tout membre du conseil exécutif, ce qui encourage Iturbide à agir. Le 18 mai, des soldats et une foule nombreuse lui demandent de se proclamer empereur du Mexique sous le nom d'Augustin Ier. Il y consent et, le lendemain, par soixante-dix voix contre quinze le Congrès entérine ce choix, même si plus de la moitié des députés s'abstiennent. La couronne est déclarée héréditaire, une cérémonie du sacre est organisée et, en août, l'ordre de Guadalupe est institué. Le 21 juillet 1822, il fut couronné Augustin Ier, empereur constitutionnel du Mexique.

### Titulature des membres de la famille impériale

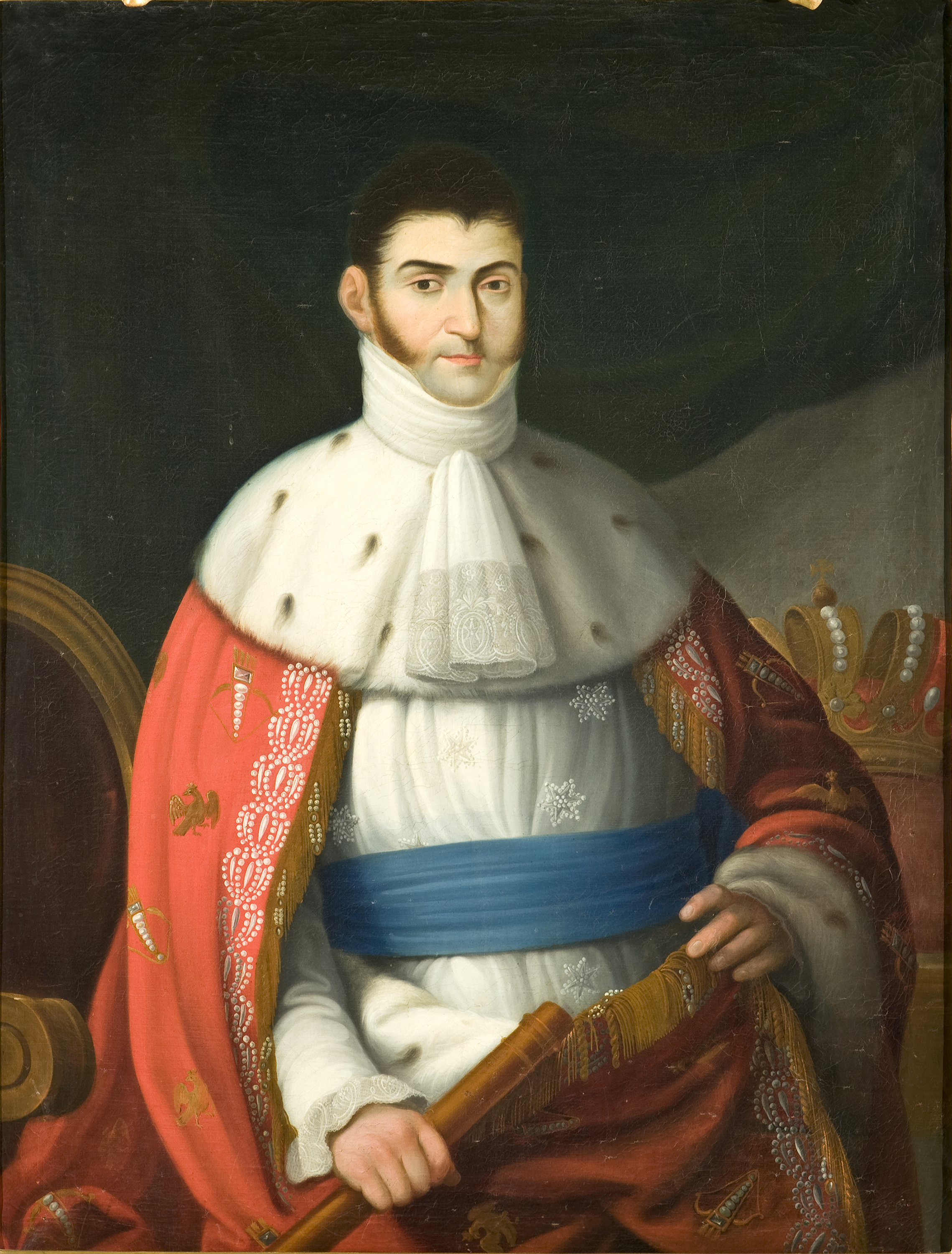
L'empereur Augustin Ier du Mexique

- La monarchie mexicaine en plus d'être modérée et constitutionnelle, est aussi héréditaire.
- Par conséquent, la nation appelle à la succession de la couronne par décès de l'actuel empereur, son fils aîné, don Agustín Jerónimo de Iturbide. La Constitution de l'Empire fixera l'ordre de succession à la couronne.
- Le prince héritier sera appelé prince impérial et aura le traitement d'« altesse impériale ».
- Les fils ou les filles légitimes de l'empereur seront princes du Mexique et auront le traitement d'« altesse ».
- Don José Joaquín de Itúrbide y Arreguí, père de l'empereur, est titré de « prince de l'Union » avec traitement d'« altesse ». Il est également accordé le titre de princesse d'Iturbide avec traitement d'« altesse » à doña María Nicolasa de Itúrbide y Arámburu, sœur de l'empereur.

### Généalogie
Ana María Huarte et Agustín de Iturbide ont 10 enfants.
- Agustín Jerónimo de Iturbide y Huarte (1807-1864)
- Sabina María de la Concepción de Iturbide y Huarte (1809-1871)
- Juana de Dios María Francisca Ramona Ignacia de Iturbide y Huarte (1811-1828)
- Josefa de Iturbide y Huarte (1814-1891)
- Ángel María José Ignacio Francisco de Xavier de Iturbide y Huarte (1816-1872)

Agustín de Iturbide y Green (1863-1925)
Le fils adoptif de l'empereur Maximilien Ier et de l'impératrice Charlotte.
- María Jesus de las Angustias Juana Nepomuceno de Iturbide y Huarte (1818-1849)
- María de los Dolores de Iturbide y Huarte (1819-1820)
- Salvador María de Iturbide y Huarte (1820-1856)

Salvador Agustín Francisco de Paula de Iturbide y de Marzán (1849-1895)
Le fils adoptif de l'empereur Maximilien Ier et de l'impératrice Charlotte.
- Felipe Andrés María Guadalupe de Iturbide y Huarte (1822-1853)
- Agustín Cosme de Iturbide y Huarte (1824-1873)